# Vlado Dapčević
Vladimir "Vlado" Dapčević (crnogorski: Владо Дапчевић; Ljubotinj, 14. lipnja 1917. – Bruxelles, 12. srpnja 2001.) bio je crnogorski revolucionar, sudionik NOB-a, disident i politički robijaš u Drugoj Jugoslaviji.

## Mladost
Od 1933. Dapčević je član SKOJ-a, a naredne godine je primljen u članstvo ilegalne KPJ. Studirao u Beogradu, gdje je agilan u organiziranju prosvjeda protiv režima.
Sudionik ustanka crnogorskog naroda protiv talijanske okupacije srpnja 1941. Tijekom rata sudjelovao u svim važnijim bitkama Titove partizanske vojske.
Nakon rata časnik, u činu pukovnika, načelnik uprave za agitaciju Generalštaba Jugoslavenske armije.

## Informbiro
U aferi oko Informbiroa 1948. simpatizirao Staljina i SSSR. Skupa s dvojicom drugih visokih crnogorskih časnika, generalima Arsom Jovanovićem i Brankom Petričevićem Kađom neuspješno pokušao bijeg preko jugoslavensko-rumunjske granice kod Vršca pri čemu general Jovanović pogiba, a Vlado se nakon toga skriva u Beogradu. Ubrzo, pri novom pokušaju ilegalnog prijelaza jugoslavenske granice, uhićen. 
1950. Dapčević je osuđen na dvadesetogodišnju robiju; amnestiran 1957.

## Bijeg u inozemstvo
1958. skupa s drugim istomišljenicima bježi u Albaniju, a odatle u SSSR.
1962. dolazi u sukob sa sovjetskim vlastima jer je kritizirao kompromisne stavove Moskve u kubanskoj krizi. 
1965. nastoji da ode kao dragovoljac u vijetnamski rat, no sovjetske ga vlasti sprječavaju. Napušta SSSR 1966. i odlazi u Zapadnu Europu.
U Francuskoj, Belgiji, Švicarskoj i Nizozemskoj Dapčević radi najteže fizičke poslove. Neuspješno nastoji organizirati jugoslavensku emigraciju na osnovama marksizma. Nastanio se u Belgiji, gdje je osnovao obitelj. 

## Otmica i robija
Suradnjom jugoslavenske i rumunjske policije Dapčević je 1975. otet tijekom boravka u Bukureštu. 
U Jugoslaviji osuđen na smrt, ali mu je kazna preinačena u 20 godina zatvora. 
1988. pušten je iz zatvora. U Bruxellesu je 1989. godine ispričao svoj životni put novinaru Borbe Slavku Ćuruviji koji je na osnovu tih iskaza objavio knjigu Ibeovac - Ja, Vlado Dapčević. 
Od 1990. dopušten mu je povratak u SFRJ, no uglavnom je boravio kod obitelji u Bruxellesu.

## 1990-ih
Tijekom 1990-ih kroz brojne medijske nastupe snažno kritizirao velikosrpsku politiku.
Podržao obnovu crnogorske neovisnosti.
Pokopan je u rodnom Ljubotinju, u Crnoj Gori.

## Vanjske poveznice
- Vimeo, Vlado Dapčević